# Понарин, Яков Петрович
Я́ков Петро́вич Пона́рин (29 октября 1934, Шишкино — 17 декабря 2008, Киров) — советский и российский и советский математик, педагог-математик, автор пособий по элементарной геометрии. Автор учебников по геометрии.

## Краткая биография
Яков Петрович Понарин родился 29 октября 1934 году в д. Шишкино Лебяжского района Кировской области. С 1943 по 1950 год учился в семилетней школе. Затем окончил Нолинское педагогическое училище. В 1964 году окончил аспирантуру при кафедре геометрии Кировского педагогического института. С 1964 г. по 1968 г. работал старшим преподавателем кафедры математики в Коми государственном педагогическом институте (ныне Институт педагогики и психологии СыктГУ), затем заведующим кафедрой алгебры и геометрии. С 1973 по 1981 год заведующий кафедрой математики Запорожского пединститута. С 1984 года кандидат физико-математических наук. С 1984 по 2008 год работал на разных должностях кафедры геометрии Кировского педагогического института им. В. И. Ленина, которая в 1989 г. преобразована в кафедру алгебры и геометрии.

## Научная и образовательная деятельность
Сферой научных интересов Понарина Я.П. была геометрии симплексов в евклидовых и неевклидовых пространствах. Им были интерпретированы базовые понятия математической статистики. Выступал с докладами на множестве конференций.
Внёс вклад в школьную геометрию в России, как автор множества специализированных учебников по геометрии.

## Публикации
Понарин Я.П. автор около 70 публикаций, в том числе учебники для студентов и старшеклассников и статьи.

### Книги
- Понарин Я. П., Скопец З. А. Геометрия тетраэдра и его элементов. Ярославль: Верхне-Волжское книжное издательство, 1974.
- Понарин Я. П. Перемещения и подобия плоскости. Киев: Радянська школа, 1981.
- Понарин Я. П., Г. П. Недогарок. Решение геометрических задач векторным методом. Запорожье: Запорожский пед. ин-т, 1982.
- Понарин Я. П. Аналитическая геометрия проективной плоскости. Киров: Кировский пед. ин-т, 1988.
- Понарин Я. П. Математика геометрии с аффинной базой. Киров: Кировский пед. ин-т, 1991.
- Понарин Я. П. Геометрия для 7-11 классов. Ростов-на-Дону: Феникс, 1977.
- Понарин Я. П. Изображение фигур в параллельных проекциях. Киров: Вятский гос. пед. ун-т, 1999.
- Понарин Я. П. Преобразования пространства. Киров: Вятский гос. пед. ун-т, 2000.
- Понарин Я. П. Алгебра комплексных чисел в геометрических задачах. М.: МЦНМО, 2004.
- Понарин Я. П. Геометрия: планиметрия, преобразования плоскости. М.: МЦНМО, 2004.
- Понарин Я. П. Геометрия: стереометрия, преобразования пространства. М.: МЦНМО, 2006.
- Понарин Я. П. Элементарная геометрия. Т. 1. Планиметрия, преобразования плоскости (3-е изд.). М.: МЦНМО, 2018. 312 с.
- Понарин Я. П. Элементарная геометрия. Т. 2. Стереометрия, преобразования пространства (3-е изд.)/ ред. А. В. Семенов. М.: МЦНМО, 2018. 256 с.
- Понарин Я. П. Элементарная геометрия. Т. 3. Треугольники и тетраэдры (3-е изд.). М.: МЦНМО, 2018. 191 с.
- Понарин Я. П. Аффинная и проективная геометрия. М.: МЦНМО, 2009. 288 с.
- Понарин Я. П. Конструктивная геометрия. М.: МЦНМО, 2009.

### Статьи
- Понарин Я. П. Вычисление площадей // Квант. 1976. № 7.
- Понарин Я. П. Гармонический четырехугольник // Квант. 1991. № 10.

## Увлечения
Хобби — переплёт книг, как у Майкла Фарадея.